# Nicholas Berg
Nicholas Evan Berg, conocido como Nick (2 de abril de 1978 - 7 de mayo de 2004) fue un empresario estadounidense que viajó a Irak después de la invasión de EE. UU. a ese país en 2003. Fue secuestrado y ejecutado, y un vídeo de su asesinato fue publicado en mayo de 2004 por orden directa de Abu Musab al Zarqaui —líder de la incipiente organización Al Qaeda en Irak— en respuesta a las torturas de Abu Ghraib y al escándalo de abuso de prisioneros que implicaba al ejército de Estados Unidos y de los prisioneros iraquíes. La CIA afirma que Berg fue asesinado personalmente por Abu Musab al-Zarqawi. El vídeo de la decapitación fue publicado el 12 de mayo de 2004 en Internet, desde un dominio en Londres a un servidor en Malasia en la página de una organización musulmana, al-Ansar, y fue difundido por las principales cadenas de televisión anglosajonas, como CNN, Fox News y BBC.

## Teoría conspirativa
Nicholas Berg fue detenido sin sus documentos de identidad por el comandante de las fuerzas de la Coalición que ocupan Irak el 24 de marzo y fue liberado el 6 de abril tras una denuncia penal presentada por la familia de Berg contra las autoridades de los EE. UU., por detención ilegal. Durante dicho período fue interrogado en tres oportunidades por el FBI.
El vídeo tiene una duración de 5 minutos y 37 segundos y es de baja calidad, posiblemente para permitir su posterior compresión y difusión a través de la web. 
El abanico de irregularidades y/o interrogantes sobre la veracidad de la cinta surgen toda vez que un especialista observa el mismo. En principio, el sitio donde se filmó la cinta presenta similitudes con la Prisión de Abu Ghraib, utilizada por los Estados Unidos luego de la Invasión de Irak y la vestimenta de la víctima y sus victimarios concuerdan con las utilizadas en dicho centro de detención. Con respecto a la degollación en sí, los supuestos terroristas no utilizan los métodos tradicionales como un golpe seco utilizando un sable o espada. Por otra parte, llama la atención la falta de resistencia de Berg al momento del ataque y la poca cantidad de sangre derramada por el cuerpo.
Con respecto al victimario, la CIA no ha podido explicar aún cómo al otro día ya sabía el nombre y apellido del mismo: Abu Musab al-Zarqawi, un militante islamita de origen jordano.
Al día siguiente de conocerse el vídeo, la CIA -ante los rumores de falsedad del mismo-, comunicó su autenticidad.